# Francis Tregian
Francis Tregian der Jüngere (* um 1574 in Cornwall; † 1619 in London) war ein englischer Komponist der späten Renaissance und des frühen Barock.

## Biographie
Francis Tregian wurde als Sohn einer Familie aus dem begüterten Landadel Cornwalls geboren, die für ihren strenggläubigen Katholizismus im England der Reformation bekannt war. Sein gleichnamiger Vater Francis Tregian der Ältere (1548–1608) hatte u. a. dem katholischen Priester Cuthbert Mayne (1543–1577) auf seinem Gut Unterschlupf gewährt. Dafür wurde ihm von Elisabeth I. das Vermögen beschlagnahmt, zu dem die beachtlichen Einkünfte von jährlich 3000 Pfund Sterling gehörten. Tregians Vater verbrachte 28 Jahre lang in Gefängnissen und wurde von Jakob I. zur Verbannung begnadigt. Er starb im Exil in Lissabon.
Über das Leben des jüngeren Francis Tregian ist sehr wenig bekannt. Er wurde vermutlich in Frankreich ausgebildet und arbeitete angeblich von 1592 bis 1594 in der Kämmererei von Kardinal William Allen (1532–1594) in Rom. Dieser Emigrant war der einflussreichste politische und religiöse Fürsprecher einer Rekatholisierung Englands im ausgehenden 16. Jahrhundert. Tregian kehrte nach England zurück und forderte die Rückgabe der beschlagnahmten Ländereien seiner Familie in Cornwall. 1609 wurde er wegen seiner „Weigerung am anglikanischen Gottesdienst teilzunehmen“ (das engl. Delikt lautete recusancy) verhaftet, war zehn Jahre lang im Fleet-Gefängnis inhaftiert und starb dort 1619.
Die Schweizer Schriftstellerin und Regisseurin Anne Cuneo (1936–2015) drehte 1996 nach ihrer eigenen Buchvorlage einen Dokumentarfilm über Francis Tregian für das Schweizer Fernsehen und für 3sat.

## Musik
Die wenigen Dokumente, die es über Tregian gibt, zeigen ein reges musikalisches Interesse. Es sind einige Kompositionen von ihm überliefert. In erster Linie trug er aber Stücke für Cembalo, Orchesterensembles und für Chöre zusammen. Er wird als Urheber von Musik-Anthologien, die z. B. Fantasien von Thomas Lupo (1571–1627), Madrigale von Salamone Rossi (um 1570–um 1630) oder Claudio Monteverdi (1567–1643) enthalten, genannt. Ob er das Fitzwilliam Virginal Book zusammenstellte, gilt heute als umstritten. Lange Zeit wurde ihm diese bedeutendste Sammlung der Cembalo-Musik der späten englischen Renaissance und des frühen Barock zugeschrieben. Mit Sicherheit unhistorisch und von späterer katholischer Legendenbildung geprägt ist die Vorstellung vom armen Musiker, der sich während seiner Haftzeit im Fleet-Gefängnis mit dem Abschreiben von Kompositionen die Zeit vertrieb.

## CDs
- Byrd, William: Pieces from "The Fitzwilliam Virginal Book" / Ursula Dütschler [Cembalo]. - Thun : Claves Records, 1990. - 1 CD (70 Min.) : Stereo, DDD
- The Fitzwilliam virginal book / Byron Schenkman, Cembalo ; Maxine Eilander, Harfe. - Louisiana : Centaur, 2003. - 1 CD (71 Min.) : Stereo, DDD